# Количево (Словенія)
Количево (словен. Količevo) — поселення в общині Домжале, Осреднєсловенський регіон, Словенія.
Висота над рівнем моря: 312 м.